# Eurhynchium squarrifolium
Eurhynchium squarrifolium là một loài rêu trong họ Brachytheciaceae. Loài này được Broth. ex Iisiba mô tả khoa học đầu tiên năm 1935.